# فوتبال پارالمپیک
فوتبال پارالمپیک به فوتبال طراحی شده برای افراد دارای ناتوانی‌های جسمی گفته می‌شود. قوانین این ورزش‌ها بر اساس قوانین فیفا می‌باشد با تفاوت‌هایی در مورد زمین بازی، تعداد بازیکنان و دیگر قوانین که انجام آن را برای افراد معلول امکان‌پذیر ساخته است.
دو نوع اصلی فوتبال معلولین فوتبال پنج نفره برای کم بینایان و نابینایان و فوتبال هفت نفره برای افراد فلج مغزی می‌باشد که مسابقات آن در بازی‌های پارالمپیک نیز برگزار می‌شود. البته فوتبال با ویلچر برقی و فوتبال معلولین قطع عضو نیز برای افراد معلول وجود دارد که مسابقات آن‌ها در بازی‌های پارالمپیک نیست.

## فوتبال پنج نفره

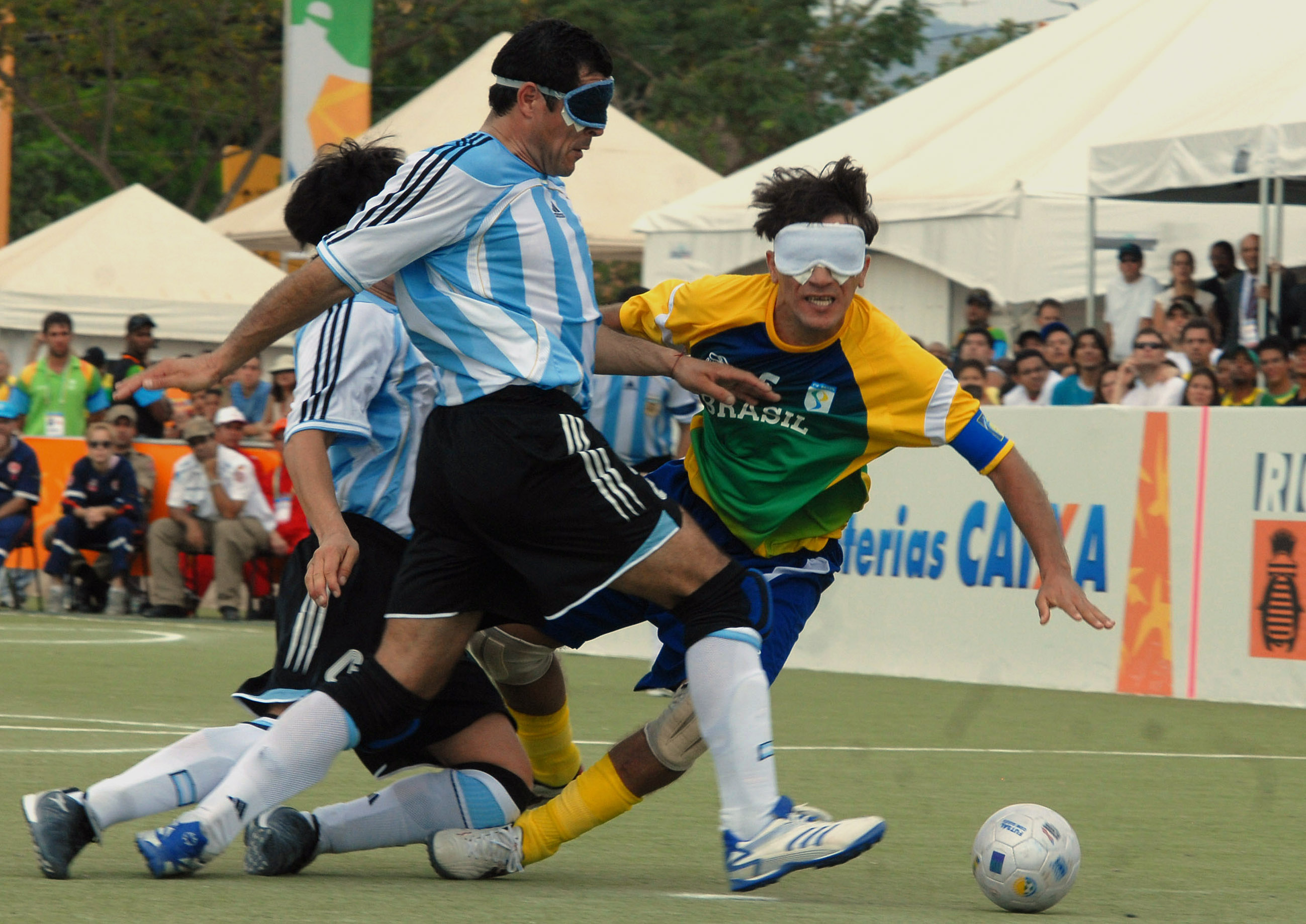
بازی تیم‌های برزیل و آرژانتین در فینال بازی‌های پن-آمریکن

فوتبال پنج نفره (به انگلیسی: Football 5-a-side) که با نام‌های فوتبال و فوتبال نابینایان نیز شناخته می‌شود نوعی از بازی فوتبال است که برای افراد نابینا و کم‌بینا طراحی شده‌است. این ورزش توسط فدراسیون جهانی ورزش‌های نابینایان (IBSA) سازماندهی می‌شود و قوانین آن بر اساس قوانین فیفا طراحی شده‌است. هر تیم متشکل از پنج نفر اعم از یک دروازه‌بان تشکیل شده‌است. یک راهنما نیز از بیرون زمین بازیکنان را راهنمایی می‌کند. توپ مورد استفاده در این ورزش ایجاد صدا می‌کند و بدین وسیله بازیکنان را برای رسین به آن کمک می‌نماید. هر بازی از دو نیمه ۲۵ دقیقه‌ای تشکیل شده‌است که وقت استراحت ۱۰ دقیقه‌ای در میان آن قرار دارد.

## فوتبال هفت نفره
فوتبال هفت نفره نوعی از بازی فوتبال است که برای افراد مبتلا به فلج مغزی و ناراحتی‌های عصبی شامل سکته مغزی و آسیب مغزی پس از حادثه (PTSD) طراحی شده‌است. این ورزش توسط فدراسیون جهانی ورزش‌های فلج مغزی (CP-ISRA) سازماندهی می‌شود و بر اساس قوانین فیفا طراحی شده‌است. در این ورزش هر بازی از دو نیمه ۳۰ دقیقه‌ای و یک وقت استراحت ۱۵ دقیقه تشکیل شده‌است.